# IO.SYS
IO.SYS est un fichier informatique essentiel au démarrage du DOS, pour le fonctionnement d'un ordinateur de type PC.

## Description et rôle
Ce fichier est un fichier caché, généralement invisible par l'utilisateur.
Il contient l'interfaçage périphérique par défaut de DOS, ainsi que les routines d'accès au BIOS (par les interruptions 10h et 13h).
Dans le cycle de démarrage d'un ordinateur compatible PC, à l'amorçage d'un ordinateur, le premier secteur du disque de démarrage (le Master Boot Record) est exécuté. Si celui-ci est un MBR DOS, il est capable de charger en mémoire et d'exécuter les 3 premiers secteurs du programme IO.SYS.
Puis le IO.SYS exécute les actions suivantes :
1. Se charge en mémoire complètement ;
2. Initialise chaque pilote informatique à son tour (console écran, disque dur, port série, notamment). À ce point, les périphériques par défaut sont disponibles ;
3. Charge le programme MSDOS.SYS et exécute sa routine d'initialisation. À ce point, un accès au système de fichiers est disponible ;
4. Traite le fichier de configuration CONFIG.SYS ;
5. Charge l'interpréteur de commande par défaut COMMAND.COM (ou un autre shell si spécifié par la commande « shell= »).

## Autres noms
IBM-DOS et PC-DOS utilisent le fichier équivalent qui s'appelle IBMBIO.COM.
FreeDOS utilise un fichier équivalent (regroupant aussi MSDOS.SYS) qui s'appelle KERNEL.SYS.